# Fendels
Fendels est une commune autrichienne du district de Landeck dans le Tyrol.